# サターントリビュート
サターントリビュートは、株式会社シティコネクションが展開する、過去にセガサターン用ソフトとして発売されたコンピュータゲームを、PlayStation 4・Xbox One・Nintendo Switchといった現行の家庭用ゲーム機、およびPC（Steam）向けに移植するプロジェクトである。タイトルの提供はダウンロードで行われる他、一部パッケージ版も販売されている。
タイトーのセガサターン作品を移植する「Sトリビュート×TAITO」（Sトリビュート）も本項で扱う。

## 概要
本シリーズは、セガサターンへの移植品ならではの魅力を再現することを売りとしたプロジェクトである。
元々はセガサターン版『ゲーム天国』を現行機に移植するため、シティコネクションがゲーム開発への参入を決定した2016年5月ごろよりセガサターンのエミュレータの開発がスタートした。セガサターン版『ゲーム天国』の移植が『ゲーム天国 CruisinMix』として発売された2017年の時点では、ソースコードさえあればサターン版の再現が可能なところまでは作りこまれていたものの、未だ完全なエミュレーションは不可能であった。しかし、2021年にブレークスルーがあり、セガサターンの完全なエミュレータ「ゼブラエンジン」の開発に成功。2021年9月、セガサターン版『コットン2』『コットンブーメラン』『ガーディアンフォース』がセットになった『コットン ガーディアンフォース サターントリビュート』が「サターントリビュート」の第1弾として発売された。
2022年4月、シティコネクションはタイトーのセガサターン作品を「Sトリビュート×TAITO」として展開することを発表。
2023年2月には、従来のサターントリビュートに加えて、新規UIなど新機能や追加要素を強化した新規ブランド「サターントリビュート Boosted」を発表。
当初、本シリーズの企画はシティコネクション代表の吉川延宏が担当していたが、制作ラインの増加に伴い、現場からの企画も受け付けるようになった。開発スタッフのうち、山本悠作は雑誌「GAME SIDE」の編集長を務めるなど、知識面において吉川から信頼されており、『スチーム・ハーツ & アドヴァンスト ヴァリアブル・ジオ』の企画も山本の発案によるものである 。また、大阪でシティコネクション作品のプレイアブル出展をした際、これらの作品の発売元であるエンターグラムも来ていたことから、移植に至った。

## サターントリビュート タイトル
- コットン・ガーディアンフォース  - 2021年9月30日発売。『コットン2』『コットンブーメラン』『ガーディアンフォース』の3本を収録。
- アイドル雀士スーチーパイ  - 2022年12月8日発売。『アイドル雀士スーチーパイ Special+Remix』『アイドル雀士スーチーパイII』『スーチーパイアドベンチャー ドキドキナイトメア』『アイドル雀士スーチーパイ めちゃ限定版』の4本を収録。
- 重装機兵レイノス2 - 2024年4月25日発売。
- スチーム・ハーツ & アドヴァンスト ヴァリアブル・ジオ - 2025年5月29日発売[注釈 1]。
- ファーランドサーガ I & II - 2025年6月26日発売予定。

## Sトリビュート×TAITO タイトル
- レイヤーセクション&ギャラクティックアタック - 2022年4月28日発売。『レイヤーセクション』およびその海外版の『ギャラクティックアタック』を収録。
- クレオパトラフォーチュン - 2022年11月24日発売。
- エレベーターアクションリターンズ - 2022年12月1日発売。
- メタルブラック - 2023年2月2日発売。
- パズルボブル2X ＆ パズルボブル3 - 2023年2月2日発売。『パズルボブル2X』及びその海外版の『バスト ア ムーブ2 アーケードエディション』、『パズルボブル3』及びその海外版の『バスト ア ムーブ3』を収録。

## サターントリビュート Boosted タイトル
- BATSUGUN - 2023年5月25日発売。
- ウルフファング・スカルファング - 2024年10月31日発売。